# San José Poniente
San José Poniente es una localidad, comisaría del municipio de Hoctún en el estado de Yucatán, localizado en el sureste de México.

## Toponimia
El nombre (San José Poniente) hace referencia a José de Nazaret y Poniente es para diferenciarlo de otras poblaciones homónimas.

## Localización
San José Poniente se localiza al poniente de Hoctún, la cabecera municipal.

## Demografía
Según el censo de 2005 realizado por el INEGI, la población de la localidad era de 0 habitantes.
| 79                          | 167 | 115 | 94 | 104 | 94 | 43 | 35 | 17 | ? | ? | ? | 0 |
| (Fuente: INEGI [Consultar]) |     |     |    |     |    |    |    |    |   |   |   |   |